# Ventolà (Lérida)
Ventolà es una entidad de población española del municipio de Pont de Suert, perteneciente a la provincia de Lérida, en la comunidad autónoma de Cataluña.

## Toponimia
El lugar puede aparecer referido con las grafías «Ventolà» y «Ventolá».

## Historia
Hacia mediados del siglo XIX, el lugar, ya por entonces perteneciente a Pont de Suert, tenía contabilizada una población de quince habitantes. Aparece descrito en el decimoquinto volumen del Diccionario geográfico-estadístico-histórico de España y sus posesiones de Ultramar de Pascual Madoz con las siguientes palabras:

VENTOLÁ: l. agregado al ayunt. de Pont de Suert, en la prov. y dióc. de Lérida (22 horas), part. jud. de Tremp (11), aud. terr. y c. g. de Barcelona (48). sit. en la pendiente de un monte ventilado por todas partes; clima sano. Consta de 3 casas y una llamada de Matias, separada 200 varas; una fuente escasa y de mala calidad; una igl. (San Estéban) servida por un cura párroco de concurso general, y cementerio. Confina el térm. por N. con el de Gotarta; E. los de Gironella y Malpas; S. el de las Casas de Monteverrí, y O. el Pont ó Puente de Suert: hállanse dentro de él las ruinas del ant. monast. de La Baix (V.), y le bañan los arroyos perennes Ventolá y Convento, con los que se riegan algunos prados y huertos. El terreno es montañoso, áspero y quebrado, con monte para leña, que es de dominio particular. caminos: el que va de la Pobla de Segur al Puente de Suert y valle de Bohí, en mal estado. prod.: centeno, trigo, cebada, avena, patatas y legumbres; cria ganado lanar y cabrio, y pesca de buenas y abundantes truchas. pobl.: 2 vec., 15 alm. riqueza imp.: 11,141 rs. contr.: el 14'48 por 100 de esta riqueza.
(Madoz, 1849, p. 664)

En 2023, la entidad singular de población tenía empadronados cinco habitantes.